# Tanoh Anoe
Tanoh Anoe is een bestuurslaag in het regentschap Bireuen van de provincie Atjeh, Indonesië. Tanoh Anoe telt 852 inwoners (volkstelling 2010).